# Warren Wolf
Warren Wolf (Baltimore, 1979. november 10. –) amerikai dzsesszvibrafonos.

## Pályakép
Három éves korától vibrafon, marimba, dobok és zongora előadónak képezték. A zenész apja,id. Warren Wolf alaposan ismerte e hangszereket zene minden műfajában.
A klasszikus zene szeretetét Bach, Beethoven, Mozart, Paganini, Brahms, Vivaldi és Sosztakovics műveiből tanulta meg. Emellett ragtime-ot tanult Scott Joplin, Harry Brewer és George Hamilton Green kottáiból. A dzsesszben pedig Charlie Parker, Miles Davis, Duke Ellington, Louis Armstrong, Freddie Hubbard, Clifford Brown, Herbie Hancock, Oscar Peterson, Milt Jackson, Bobby Hutcherson, Cal Tjader, a Return to Forever, a Weather Report, Wynton Marsalis (és még sokan mások) voltak mintaképei.

## Lemezek
- 2011: Warren Wolf
- 2013: Wolfgang
- 2016: Convergence
- 2020: Reincarnation

## Sajtó
- The New York Times